# 下阳遗址
30°43′44″N 119°19′14″E / 30.728851°N 119.320477°E
下阳遗址又称下阳古文化遗址:1100，是新石器遗址，位于中国广德市柏垫镇下阳村笔架山东麓、下阳河南岸名为青龙嘴的台地上:9。该地的海拔为350－450米，与河床落差9米，面积约3.3万平方米:9:17:11（有观点称4.7万平方米:1099:510）。1983年6月，县人民政府确定为县重点文物保护单位:1099:510。1998年5月，该遗址被公布为省级文物保护单位:11:18。

## 发现
1981年冬，上冲村民组农民在此发现石器数件:17。1982年6月，广德县文化局派人考察，确认为古遗址:9:17。该遗址的文化层因烧窑取土受到严重破坏，含较多的红烧土块:9。地表散落许多陶片和石器，陶片主要来自于罐、壶、鼎、鬲等:9。1990年，村民又在此发现犁形器、破土器（又称斜柄刀）等数件。这两种器物是良渚文化的代表性器物，后于1994年被确认为馆藏一级文物:10:17–18。该遗址的时代初步被认定为从新石器时代晚期至奴隶社会早期:1099。

## 意义
下阳遗址是新石器时代晚期至商周时期的一座小村落，与长江下游地区的良渚文化有一定的联系。该遗址说明该地区的先民已经开始定居，主要进行农业生产，初步掌握了制陶技术，并且已经学会使用火。它的发现对研究长江中下游地区古代文明史提供了重要的实物资料。:10